# (73551) 2003 QV
2003 كيو في (ويعرف أيضًا باسم (73551) 2003 كيو في وفق تسمية الكوكب الصغير) (بالإنجليزية: 2003 QV)‏ هو كويكب ضمن حزام الكويكبات؛ وترتيبه 73551 من حيث الاكتشاف.
اكتُشف هذا الجُرم الفلكي بواسطة ماسح الأجرام القريبة من الأرض كامبو إمبريتر في 18 أغسطس 2003.

## وصلات خارجية
- (73551) 2003 QV في قاعدة بيانات مختبر الدفع النفاث لأجرام النظام الشمسي الصغيرة

- الاكتشاف · مخطط المدار ·  العناصر المدارية · المعلمات المادية

- (73551) 2003 QV على موقع ويكي سكاي: DSS2, SDSS, GALEX, IRAS, Hydrogen α, X-Ray, Astrophoto, Sky Map, Articles and images